# ドミニカ・ストルミロ
ドミニカ・ストルミロ（Dominika Strumilo、女性、1996年12月26日 - ）は、ベルギーのバレーボール選手。ベルギー代表。

## 来歴

### クラブチーム
シント＝ニクラース出身。2013年、Asterix Kieldrechtに入団。2013/14から2015/16シーズンにかけて国内リーグとベルギーカップで3連覇を果たした。2016年7月、ドイツ・ブンデスリーガのドレスナーSCに移籍し、ブンデスリーガでは2016/17、2017/18シーズンで2季連続で3位となった。2018/19シーズンはフランスリーグのVandœuvre Nancy VBで、2019/20シーズンはイタリアセリエA2のOlimpia Teodora Ravennaでプレーした。2020年10月、トルコリーグのサリエル・ベレディイェスポルと契約し、1年間プレーした。2021/22シーズンはYeşilyurtへ移籍した。2022/23シーズンはギリシャリーグのAris Thessalonikiと契約し、シーズン途中からフランスリーグのVBナントへ移籍した。2023/24シーズンはハンガリーのBékéscsabai Röplabda SEへ入団した。

### 代表チーム
2014年、シニア代表に初選出され、同年の世界選手権では11位となった。2016年、ワールドグランプリに出場した。2018年、ネーションズリーグに出場した。2019年、東京五輪大陸間予選、欧州選手権に出場した。

## 球歴
- 世界選手権 - 2014年
- ワールドグランプリ - 2014年、2015年、2016年、2017年
- ネーションズリーグ - 2018年、2019年
- 欧州選手権 - 2019年

## 所属クラブ
- Asterix Kieldrecht（2013-2016年）
- ドレスナーSC（2016-2018年）
- Vandœuvre Nancy VB（2018-2019年）
- Olimpia Teodora Ravenna（2019-2020年）
- サリエル・ベレディイェスポル（2020-2021年）
- Yeşilyurt（2021-2022年）
- Aris Thessaloniki（2022-2023年）
- VBナント（2023年）
- Békéscsabai Röplabda SE（2023-）